# Nederlandse kampioenschappen indooratletiek 2023
De Nederlandse kampioenschappen indooratletiek 2023 werden op zaterdag 18 en zondag 19 februari 2023 georganiseerd in het sportcentrum Omnisport Apeldoorn.
Hoogtepunt van de kampioenschappen was het wereldrecord op de 400 m indoor van Femke Bol.
Bij de 400 m van de mannen wist Isayah Boers na een felle strijd te winnen van Liemarvin Bonevacia. Maureen Koster won zowel de 1500 als de 3000 m. De 60 m sprint werd overtuigend door Raphael Bouju en N'ketia Seedo gewonnen. Bij het hoogspringen won Douwe Amels zijn negende indoortitel, waardoor hij nu indoor hetzelfde aantal nationale titels heeft als in de buitenlucht. Bij de vrouwen won Britt Weerman haar tweede nationale titel. Menno Vloon won zijn vijfde titel op het polsstokhoogspringen en bij het kogelstoten won Sven Poelmann zijn derde en Jessica Schilder haar vierde indoortitel.
Het NK Indoor Meerkamp werd gehouden in het weekend van 4 en 5 februari in Apeldoorn.

## Uitslagen

### 60 m
| rang   | atleet               | prestatie |
| ------ | -------------------- | --------- |
| Goud   | Raphael Bouju        | 6,64 s    |
| Zilver | Keitharo Oosterwolde | 6,75 s    |
| Brons  | Riq de Wit           | 6,78 s    |

| rang   | atlete                  | prestatie |
| ------ | ----------------------- | --------- |
| Goud   | N'ketia Seedo           | 7,18 s    |
| Zilver | Nadine Visser           | 7,22 s    |
| Brons  | Demi van den Wildenberg | 7,25 s    |

### 200 m
| rang   | atleet                 | prestatie |
| ------ | ---------------------- | --------- |
| Goud   | Cedrych van der Graaff | 21,89 s   |
| Zilver | Erik Heijink           | 21,92 s   |
| Brons  | Sawa Bezelev           | 22,16 s   |

| rang   | atlete           | prestatie |
| ------ | ---------------- | --------- |
| Goud   | Leonie Van Vliet | 23,49 s   |
| Zilver | Myke van de Wiel | 23,83 s   |
| Brons  | Anna Roelofs     | 24,50 s   |

### 400 m
| rang   | atleet              | prestatie |
| ------ | ------------------- | --------- |
| Goud   | Isayah Boers        | 45,72 s   |
| Zilver | Liemarvin Bonevacia | 45,83 s   |
| Brons  | Isaya Klein Ikkink  | 46,28 s   |

| rang   | atlete            | prestatie |
| ------ | ----------------- | --------- |
| Goud   | Femke Bol         | 49,26 s   |
| Zilver | Lieke Klaver      | 50,34 s   |
| Brons  | Cathelijn Peeters | 53,11 s   |

### 800 m
| rang   | atleet                 | prestatie |
| ------ | ---------------------- | --------- |
| Goud   | Bram Buigel            | 1.51,98   |
| Zilver | Maarten Plaum          | 1.52,06   |
| Brons  | Ludo van Nieuwenhuizen | 1.52,19   |

| rang   | atlete                 | prestatie |
| ------ | ---------------------- | --------- |
| Goud   | Danaïd Prinsen         | 2.05,85   |
| Zilver | Suzanne Voorrips       | 2.07,14   |
| Brons  | Celine van Heerikhuize | 2.08,61   |

### 1500 m
| rang   | atleet         | prestatie |
| ------ | -------------- | --------- |
| Goud   | Noah Baltus    | 3.48,11   |
| Zilver | Mike Foppen    | 3.48,30   |
| Brons  | Robin van Riel | 3.48,44   |

| rang   | atlete            | prestatie |
| ------ | ----------------- | --------- |
| Goud   | Maureen Koster    | 4.07,98   |
| Zilver | Marissa Damink    | 4.10,88   |
| Brons  | Jetske van Kampen | 4.13,06   |

### 3000 m
| rang   | atleet          | prestatie |
| ------ | --------------- | --------- |
| Goud   | Tim Verbaandert | 8.03,23   |
| Zilver | Mahadi Abdi Ali | 8.05,60   |
| Brons  | Robin van Riel  | 8.06,15   |

| rang   | atlete            | prestatie |
| ------ | ----------------- | --------- |
| Goud   | Maureen Koster    | 9.02,37   |
| Zilver | Veerle Bakker     | 9.10,16   |
| Brons  | Jetske van Kampen | 9.14,76   |

### 60 m horden
| rang   | atleet        | prestatie |
| ------ | ------------- | --------- |
| Goud   | Job Geerds    | 7,81 s    |
| Zilver | Yoram Vriezen | 7,87 s    |
| Brons  | Timme Koster  | 7,89 s    |

| rang   | atlete           | prestatie |
| ------ | ---------------- | --------- |
| Goud   | Marijke Esselink | 8,36 s    |
| Zilver | Anouk Vetter     | 8,37 s    |
| Brons  | Emma Oosterwegel | 8,44 s    |

### verspringen
| rang   | atleet         | prestatie |
| ------ | -------------- | --------- |
| Goud   | David Cairo    | 7,66 m    |
| Zilver | Jeff Tesselaar | 7,46 m    |
| Brons  | Sjoerd Pastoor | 7,44 m    |

| rang   | atlete               | prestatie |
| ------ | -------------------- | --------- |
| Goud   | Pauline Hondema      | 6,48 m    |
| Zilver | Anouk Vetter         | 6,29 m    |
| Brons  | Myrte van der Schoot | 6,02 m    |

### hinkstapspringen
| rang   | atleet             | prestatie |
| ------ | ------------------ | --------- |
| Goud   | Alexander Soethout | 14,83 m   |
| Zilver | Favour Abu         | 14,61 m   |
| Brons  | Thomas Ticheloven  | 14,57 m   |

| rang   | atlete            | prestatie |
| ------ | ----------------- | --------- |
| Goud   | Maureen Herremans | 13,09 m   |
| Zilver | Danielle Spek     | 12,60 m   |
| Brons  | Kellynsia Leerdam | 12,48 m   |

### hoogspringen
| rang   | atleet        | prestatie |
| ------ | ------------- | --------- |
| Goud   | Douwe Amels   | 2,24 m    |
| Zilver | Ridzerd Punt  | 2,02 m    |
| Brons  | Lennert Naeff | 1,98 m    |

| rang   | atlete         | prestatie |
| ------ | -------------- | --------- |
| Goud   | Britt Weerman  | 1,90 m    |
| Zilver | Sofie Dokter   | 1,84 m    |
| Brons  | Tanita Hofmans | 1,78 m    |

### polsstokhoogspringen
| rang   | atleet           | prestatie |
| ------ | ---------------- | --------- |
| Goud   | Menno Vloon      | 5,82 m    |
| Zilver | Rutger Koppelaar | 5,50 m    |
| Brons  | Owen Beuckens    | 5,05 m    |

| rang   | atlete           | prestatie |
| ------ | ---------------- | --------- |
| Goud   | Noga Piepenbroek | 3,90 m    |
| Zilver | Marijn Kieft     | 3,80 m    |
| Brons  | Sanne Rombouts   | 3,70 m    |

### kogelstoten
| rang   | atleet         | prestatie |
| ------ | -------------- | --------- |
| Goud   | Sven Poelmann  | 19,42 m   |
| Zilver | Ruben Rolvink  | 17,42 m   |
| Brons  | Bjorn Van Kins | 17,14 m   |

| rang   | atlete           | prestatie |
| ------ | ---------------- | --------- |
| Goud   | Jessica Schilder | 19,22 m   |
| Zilver | Benthe König     | 17,69 m   |
| Brons  | Jaybre Wau       | 14,10 m   |

### Zevenkamp/Vijfkamp[4]
| rang   | atleet       | prestatie |
| ------ | ------------ | --------- |
| Goud   | Rik Taam     | 6053 p    |
| Zilver | Sven Jansons | 5721 p    |
| Brons  | Sven Roosen  | 5703 p    |

| rang   | atlete         | prestatie |
| ------ | -------------- | --------- |
| Goud   | Sofie Dokter   | 4603 p    |
| Zilver | Sophia Mulder  | 4109 p    |
| Brons  | Iris de Ruiter | 3889 p    |

1969 · 
1970 · 
1971 · 
1972 · 
1973 · 
1974 · 
1975 · 
1976 · 
1977 · 
1978 · 
1979 ·
1980 · 
1981 · 
1982 · 
1983 · 
1984 · 
1985 · 
1986 · 
1987 · 
1988 · 
1989 · 
1990 · 
1991 · 
1992 · 
1993 · 
1994 · 
1995 · 
1996 · 
1997 · 
1998 · 
1999 · 
2000 · 
2001 · 
2002 · 
2003 · 
2004 · 
2005 · 
2006 · 
2007 · 
2008 · 
2009 · 
2010 · 
2011 · 
2012 · 
2013 · 
2014 ·
2015 ·
2016 ·
2017 ·
2018 ·
2019 · 
2020 · 
2021 · 
2022 · 
2023 · 
2024 · 
2025